# Phyllonorycter alnivorella
Phyllonorycter alnivorella is een vlinder uit de familie mineermotten (Gracillariidae). De wetenschappelijke naam is voor het eerst geldig gepubliceerd in 1875 door Ragonot.
De soort komt voor in Europa.